# Mileanca
Mileanca ist eine Gemeinde im Kreis Botoșani in Rumänien. Sie besteht aus den vier Dörfern Codreni, Mileanca, Scutari und Seliștea.

## Geographische Lage

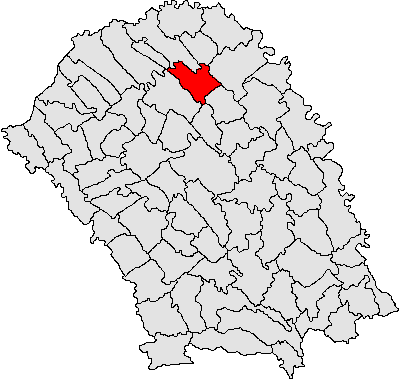
Lage der Gemeinde Mileanca im Kreis Botoșani

Die Gemeinde Mileanca liegt im Nordosten Rumäniens in der historischen Region des Fürstentums Moldau (Principatul Moldovei), im nördlichen Teil der Westmoldau. In der Moldau-Tiefebene (Câmpia Moldovei) im Nordosten des Kreises Botoșani am Fluss Podriga – ein linker Zufluss des Bașeu – und der Kreisstraße (drum județean) DJ 293, befindet sich der Ort 15 Kilometer südöstlich von der Kleinstadt Darabani; die Kreishauptstadt Botoșani (Botoschan) liegt 62 Kilometer südlich, von Mileanca entfernt.

## Geschichte
Der Ort Mileanca wurde erstmals 1622 urkundlich erwähnt; auf dessen Areal sind archäologische Funde, welche in die Bronzezeit deuten, gemacht worden.

## Bevölkerung
Auf dem Gemeindegebiet wurden bei der Volkszählung von 2002 3005 Rumänen, ein Ukrainer und einer ohne ethnischer Zugehörigkeit registriert. Bei einer vorläufigen Volkszählung vom 31. Oktober 2011 wurden auf dem Gebiet der Gemeinde in 1217 Haushalten 2736 Menschen registriert.
Die Hauptbeschäftigung der Bevölkerung sind die Landwirtschaft, die Vieh- und die Fischzucht.

## Sehenswürdigkeiten
Auf dem Gebiet der Gemeinde sind keine besonderen Sehenswürdigkeiten zu erwähnen, außer der orthodoxen Kirche in Mileanca aus dem 19. Jahrhundert und der im eingemeindeten Dorf Codreni, welche 1900 errichtet wurde.